# Michał Kozłowski (filozof)
Michał Kozłowski – polski filozof, doktor habilitowany nauk humanistycznych, pracownik naukowy Wydziału Filozofii Uniwersytetu Warszawskiego.

## Życiorys
W 2005 r. obronił pracę doktorską pt. Funkcje dyskursu i figury podmiotu. Michel Foucault - teoretyk wolności, której promotorem był prof. Jacek Migasiński, w 2016 r. habilitował się na podstawie pracy zatytułowanej Znaki równości. O społecznym konstruowaniu stosunków egalitarnych. Pracuje na stanowisku adiunkta na Wydziale Filozofii Uniwersytetu Warszawskiego.
Należy do Rady Dyscypliny Naukowej – Filozofii Uniwersytetu Warszawskiego.